# Piney
Piney – miejscowość i gmina we Francji, w regionie Grand Est, w departamencie Aube.
Według danych na rok 1990 gminę zamieszkiwały 1124 osoby, a gęstość zaludnienia wynosiła 16 osób/km².

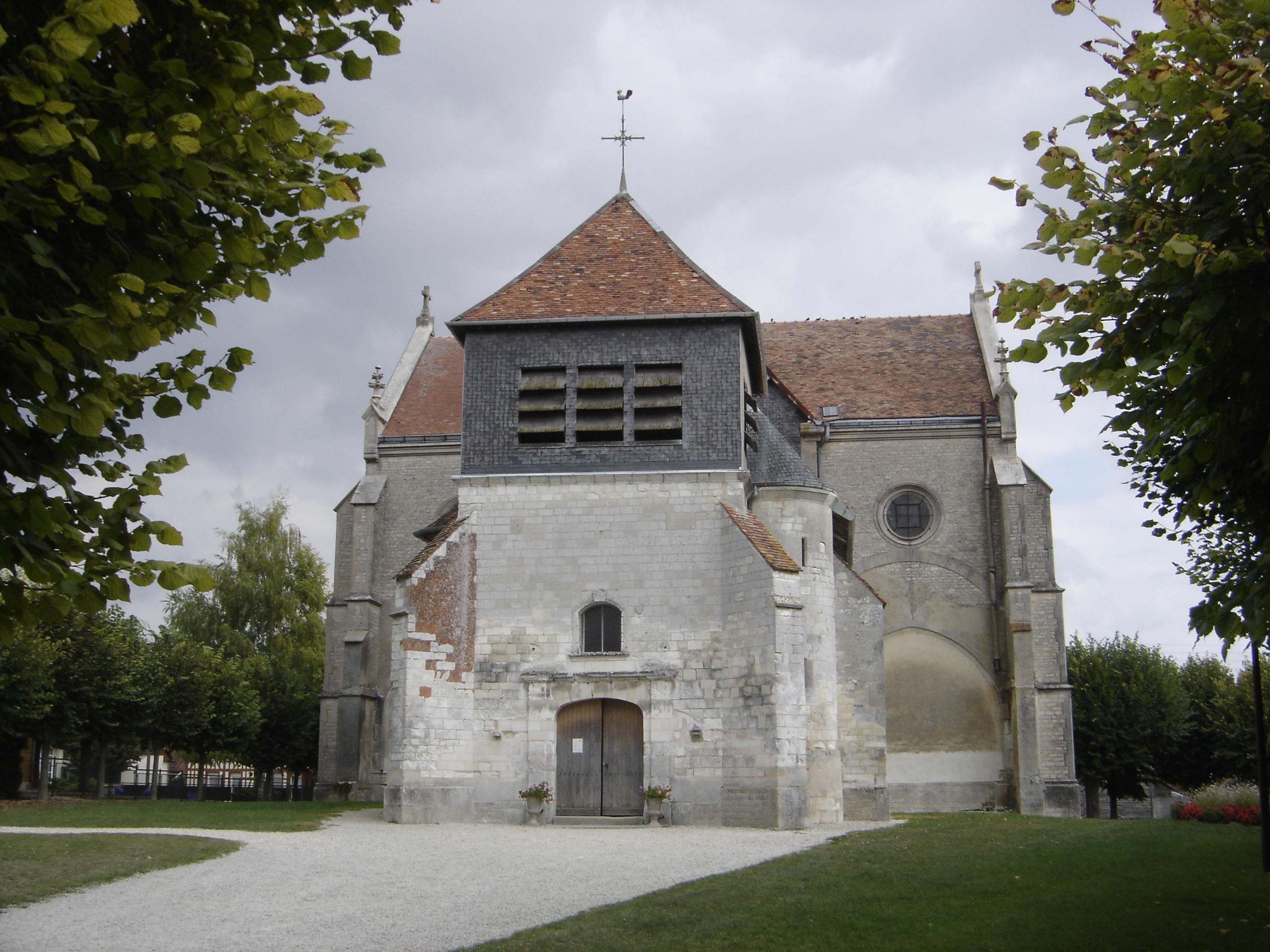
Kościół w Piney, 2009